# Perlongipalpus pinipumilis
Perlongipalpus pinipumilis är en spindelart som beskrevs av Kirill Yeskov och Yuri M. Marusik 1991. Perlongipalpus pinipumilis ingår i släktet Perlongipalpus och familjen täckvävarspindlar. Inga underarter finns listade i Catalogue of Life.